# راجر ال ایستون
راجر ال ایستون (انگلیسی: Roger L. Easton؛ ۳۰ آوریل ۱۹۲۱ – ۸ مهٔ ۲۰۱۴) دانشمند اهل ایالات متحده آمریکا بود.
وی همچنین برندهٔ جوایزی همچون مدال ملی فناوری و نوآوری شده‌است.
راجر ال ایستون یکی از مخترعین سامانه جی پی اس(gps) است.